# لوري آر. كينغ
لوري آر. كينغ (بالإنجليزية: Laurie R. King)‏‏ (19 سبتمبر 1952 في أوكلاند، كاليفورنيا - ) كاتِبة، وروائية، وكاتبة خيال علمي من الولايات المتحدة.

## الجوائز
- جائزة لامدا الأدبية
- جائزة إدغار

## روابط خارجية
- لوري آر. كينغ على موقع ميوزك برينز (الإنجليزية)